# كيث داوني
كيث داوني (بالإنجليزية: Keith Downey)‏ هو سياسي أمريكي، ولد في 1 نوفمبر 1960 في إدينا في الولايات المتحدة. حزبياً، نشط في الحزب الجمهوري. وقد انتخب عضو مجلس نواب مينيسوتا.